# جف هون
جف هون (انگلیسی: Geoff Hoon؛ زادهٔ ۶ دسامبر ۱۹۵۳) سیاست‌مدار اهل بریتانیا است.
وی از سال ۱۹۹۹ تا ۲۰۰۵ وزیر دفاع بریتانیا و از سال ۲۰۰۸ تا ۲۰۰۹ وزیر ترابری بریتانیا بوده است.